# 튀르키예 대국민의회
튀르키예 대국민의회(튀르키예어: Türkiye Büyük Millet Meclisi)는 튀르키예의 단원제 의회이다. 1920년 4월 23일 앙카라에서 처음으로 소집되었으며 튀르키예의 초대 대통령 무스타파 케말 아타튀르크의 주도로 열렸다.
이 의회의 첫 회의에서 무스타파 케말 아타튀르크는 대통령 겸 총리, 의회 의장으로 결정되었으며 터키 공화국이라는 국호가 결정되었다.

## 정당 구성
- 정부 (319)
  -     Ak Parti (264)
  -     MHP (50)
  -     Hüda Par (4)
  -     DSP (1)

- 야당 (281)
  -     CHP (130)
  -     HDP (57)
  -     İYİ (43)
  -     SP (20)
  -     DEVA (15)
  -     YRP (5)
  -     TİP (4)
  -     DP (3)
  -     EMEP (2)
  -     DBP (2)

## 같이 보기
- 튀르키예의 정치
- 튀르키예의 정당